# VIII Legislatura de la Junta General del Principado de Asturias
La VIII Legislatura de la Junta General del Principado de Asturias, comenzó el 15 de junio de 2011 y finalizó de forma anticipada el 30 de enero de 2012. Sus miembros fueron elegidos en las elecciones autonómicas del 22 de mayo de 2011. Su desarrollo fue paralelo al gobierno de Francisco Álvarez-Cascos. 
Se trata de la legislatura más corta de la historia democrática de Asturias, y su fin supuso la primera (y única vez) que se adelantaron las elecciones autonómicas en Asturias, convirtiéndose así en la primera región no histórica en adelantar unos comicios.

## Elección
Los diputados de la VIII legislatura fueron elegidos en las elecciones autonómicas de 2011, que se celebraron simultáneamente en 12 comunidades autónomas y en las 2 ciudades autónomas. Coincidieron también con las elecciones municipales. Foro Asturias, el partido fundado ese mismo año por el exsecretario del PP, Francisco Álvarez Cascos, resultó vencedor, aunque se quedó a 7 escaños de la mayoría absoluta. La FSA, liderada por Javier Fernández, logró un escaño menos que Foro, quedándose en 15. Además, el PP logró 10 escaños e Izquierda Unida sumó cuatro.

## Sesión constitutiva y elección del Presidente de la Junta General
El nuevo parlamento se reunió por primera vez el 15 de junio de 2011, resultando elegido por mayoría absoluta Fernando Goñi (PP) como Presidente de la Junta General, tras alcanzar la mayoría absoluta al recibir los apoyos del PP y del PSOE.
| Presidente              | Presidente | Presidente | Presidente |
| Candidato               | Candidato  | Candidato  | Votos      |
| ----------------------- | ---------- | ---------- | ---------- |
| Fernando Goñi           |            | PP         | 25         |
| Enrique Álvarez Sostres |            | FAC        | 16         |
| Jesús Iglesias          |            | IU-IX      | 4          |
| En blanco               | En blanco  | En blanco  | 0          |
| Total                   | Total      | Total      | 45         |

## Elección del Presidente del Consejo de Gobierno

### Proceso de elección
La elección del presidente está regulada por la ley autonómica 6/1984, que sigue el llamado «modelo de pura elección». Se produce tras la constitución de la Junta General del Principado o con el cese del anterior presidente. Serán candidatos a Presidente todos aquellos diputados que hayan sido propuestos por un mínimo de cinco de ellos. En consecuencia, puede haber más de un candidato.
Todos los candidatos expondrán su programa de gobierno en la misma sesión y, tras ella, se celebrará la primera votación, conjunta para todos ellos. Si algún candidato obtuviera mayoría absoluta en esta votación, resultaría elegido. En caso contrario, se realizaría una nueva votación, transcurridas 48 horas, con únicamente los dos candidatos más votados. En este caso, resultaría elegido el candidato con mayor número de votos (mayoría simple). En caso de empate, se repetiría la votación cada 48 horas como mínimo. En todos los casos, los diputados votan públicamente y por llamamiento, contestando con el nombre de un candidato o con la expresión «me abstengo». Si pasados dos meses desde la constitución de la Junta General, no ha sido elegido ningún candidato, esta quedará disuelta procediéndose a convocar nuevas elecciones.

### Negociaciones para la investidura
Tras las elecciones, el candidato socialista, Javier Fernández, anunció que su intención era estar en la oposición y por lo tanto, permitirían a Francisco Álvarez-Cascos, de FAC, gobernar la comunidad, al ser su partido el que obtuvo más escaños. Inicialmente no se descartó que Javier Fernández se presentará a la investidura, aunque finalmente no lo haría.

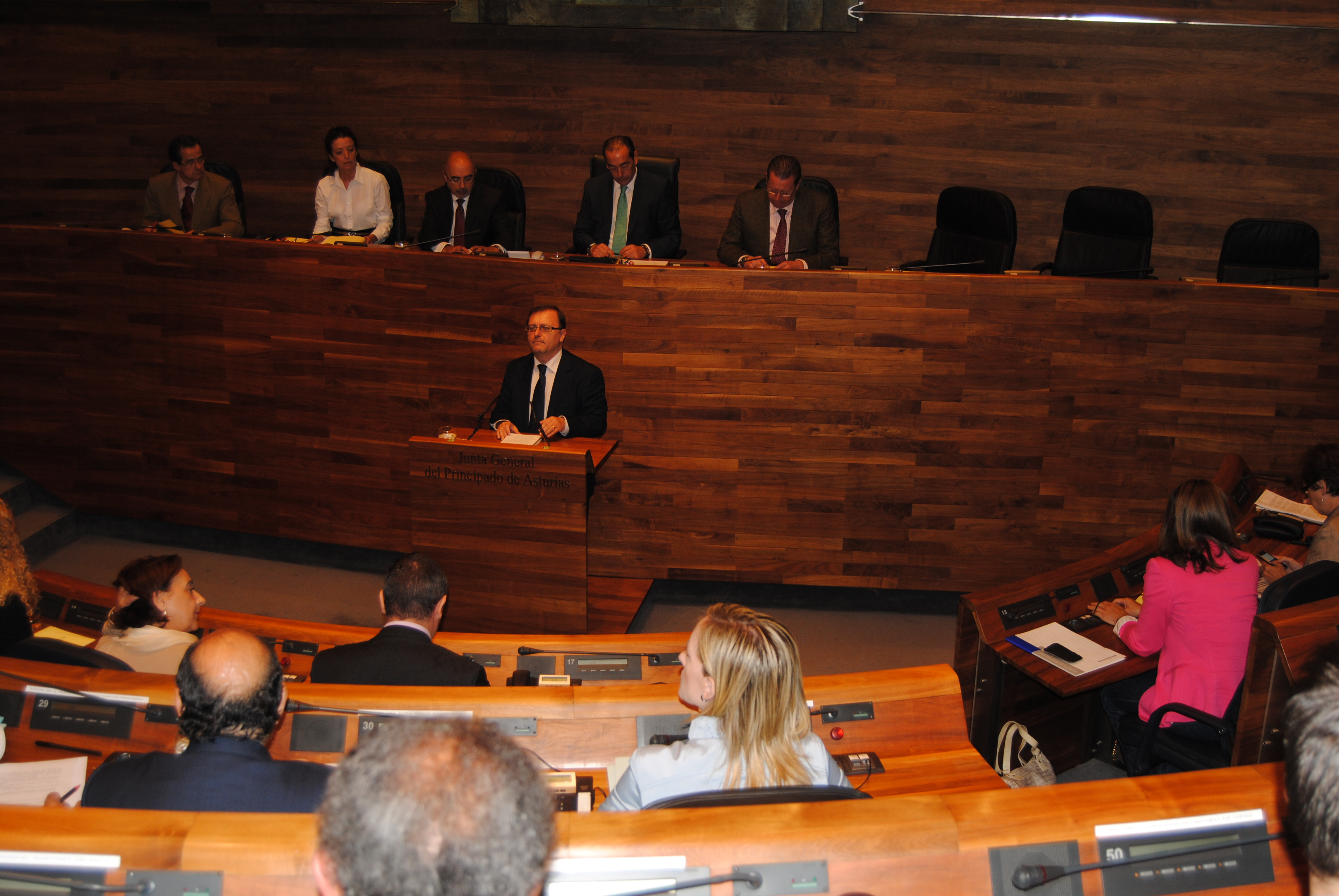
Jesús Iglesias, portavoz del grupo parlamentario Izquierda Unida-Los Verdes, interviene en la sesión de investidura del 13 de julio de 2011.

Por su parte, Cascos inició una ronda de contactos con los líderes de los principales partidos en la que no logró sumar ningún diputado más a los 16 con los que contaba su formación.
Por su parte, el Partido Popular propuso a Cascos un acuerdo de coalición tanto a nivel autonómico cómo en aquellos municipios donde ambos partidos sumaran mayoría, que finalmente fue rechazado por el candidato forista.

### Sesión de investidura
A la sesión de investidura tan sólo se presentó un candidato, Francisco Álvarez-Cascos, a propuesta de Foro Asturias. La primera votación de investidura tuvo lugar el 13 de julio de 2011. Al obtener únicamente el apoyo de sus 16 diputados, Cascos no fue elegido en primera votación, pero sí en segunda, al abstenerse el resto de grupos.
Cascos se convertía así en el segundo presidente de Asturias que no estaba afiliado al PSOE, después de Sergio Marqués en 1999.

#### Primera votación
| Fecha                                                   | Voto                           |    |    |    |   | Total |
| ------------------------------------------------------- | ------------------------------ | -- | -- | -- | - | ----- |
| 13 de julio de 2011 Mayoría requerida: Absoluta (23/45) | Francisco Álvarez-Cascos (FAC) | 16 |    |    |   | 16/45 |
| 13 de julio de 2011 Mayoría requerida: Absoluta (23/45) | Abstención                     |    | 15 | 10 | 4 | 29/45 |

#### Segunda votación
| Fecha                                         | Voto                           |    |    |    |   | Total |
| --------------------------------------------- | ------------------------------ | -- | -- | -- | - | ----- |
| 15 de julio de 2011 Mayoría requerida: Simple | Francisco Álvarez-Cascos (FAC) | 16 |    |    |   | 16/45 |
| 15 de julio de 2011 Mayoría requerida: Simple | Abstención                     |    | 15 | 10 | 4 | 29/45 |

## Fin de la legislatura
El 25 de enero de 2012, Francisco Álvarez-Cascos anunció la disolución de la Junta General del Principado y la convocatoria de nuevas elecciones autonómicas, que se harían coincidir con las elecciones andaluzas de ese mismo año. Sería la primera vez que se adelantaban las elecciones en Asturias desde que en la reforma del Estatuto de 1999 se introdujo la opción de hacerlo.
Justificó su decisión en la falta de acuerdo entre los grupos para aprobar un presupuesto para 2012, en especial a PP y PSOE, a los que acusó de tener un pacto secreto para acabar con su gobierno.
Sin embargo, varios medios destacaron que la falta de acuerdo se debió a la actitud del entonces presidente y a su incapacidad para llegar a acuerdos. Además, los continuos ataques al gobierno de Rajoy, impedía un acuerdo en Asturias con el PP. A todo esto había que sumar unos presupuestos que fueron criticados tanto por los empresarios como por las principales formaciones de la Junta al considerarlos "poco creíbles" y "falsos".

## Senadores designados
El Senado de España está conformado por un total de 265 senadores, de los cuales tan sólo 208 son elegidos por sufragio directo en las elecciones generales. Los 57 restantes son designados por los parlamentos autonómicos. Asturias cuenta con 4 senadores de elección directa y 2 de designación autonómica, que son nombrados por la Junta General del Principado de Asturias para servir el período de duración de la legislatura autonómica.
Por norma general, los senadores designados se corresponden a una distribución proporcional teniendo en cuenta el número de escaños de cada grupo parlamentario, sin embargo, los pactos entre partidos pueden implicar que los senadores correspondan a grupos parlamentarios más minoritarios.
La Mesa de la Junta General es la que asigna a cada grupo el número de senadores que le corresponde aplicando el método D'Hôndt al número de escaños. Sin embargo, los grupos pueden proponer a cualquier candidato, sin que necesariamente este forme parte del mismo. Finalmente, los candidatos son sometidos a votación en el Pleno de la Junta General, aunque realmente se trata de un mero trámite, ya que no se puede votar en contra de ninguno de los candidatos, tan sólo a favor o en blanco.
A continuación se muestran los senadores designados para el periodo 2011-2012.
| Nombre | Nombre                         | GP Junta General | GP Junta General | GP Senado | GP Senado  | Votos a favor |
| ------ | ------------------------------ | ---------------- | ---------------- | --------- | ---------- | ------------- |
|        | Isidro Manuel Martínez Oblanca |                  | Foro Asturias    |           | Mixto      | 16/45         |
|        | Javier Fernández Fernández     |                  | Socialista       |           | Socialista | 15/45         |

## Diputados
| Diputados de la VIII Legislatura de la Junta General del Principado de Asturias | Diputados de la VIII Legislatura de la Junta General del Principado de Asturias | Diputados de la VIII Legislatura de la Junta General del Principado de Asturias | Diputados de la VIII Legislatura de la Junta General del Principado de Asturias | Diputados de la VIII Legislatura de la Junta General del Principado de Asturias | Diputados de la VIII Legislatura de la Junta General del Principado de Asturias | Diputados de la VIII Legislatura de la Junta General del Principado de Asturias | Diputados de la VIII Legislatura de la Junta General del Principado de Asturias | Diputados de la VIII Legislatura de la Junta General del Principado de Asturias | Diputados de la VIII Legislatura de la Junta General del Principado de Asturias | Diputados de la VIII Legislatura de la Junta General del Principado de Asturias |
| Nombre                                                                          | Circunscripción                                                                 | N.º                                                                             | Partido                                                                         | Partido                                                                         | Alianza                                                                         | Alianza                                                                         | Grupo Parlamentario                                                             | Fecha que adquirió condición de diputado                                        | Fecha que perdió condición de diputado                                          | Notas                                                                           |
| ------------------------------------------------------------------------------- | ------------------------------------------------------------------------------- | ------------------------------------------------------------------------------- | ------------------------------------------------------------------------------- | ------------------------------------------------------------------------------- | ------------------------------------------------------------------------------- | ------------------------------------------------------------------------------- | ------------------------------------------------------------------------------- | ------------------------------------------------------------------------------- | ------------------------------------------------------------------------------- | ------------------------------------------------------------------------------- |
| Gervasio Acebedo Fernández                                                      | Occidental                                                                      | 2                                                                               |                                                                                 | FAC                                                                             |                                                                                 | FAC                                                                             | Foro Asturias                                                                   | 15 de junio de 2011                                                             | 30 de enero de 2012                                                             |                                                                                 |
| María Pilar Alonso Alonso                                                       | Central                                                                         | 7                                                                               |                                                                                 | FSA                                                                             |                                                                                 | PSOE                                                                            | Socialista                                                                      | 15 de junio de 2011                                                             | 30 de enero de 2012                                                             |                                                                                 |
| Maria Teresa Alonso Pérez                                                       | Central                                                                         | 2                                                                               |                                                                                 | FAC                                                                             |                                                                                 | FAC                                                                             | Foro Asturias                                                                   | 15 de junio de 2011                                                             | 30 de enero de 2012                                                             |                                                                                 |
| Francisco Álvarez Cascos                                                        | Central                                                                         | 1                                                                               |                                                                                 | FAC                                                                             |                                                                                 | FAC                                                                             | Foro Asturias                                                                   | 15 de junio de 2011                                                             | 30 de enero de 2012                                                             |                                                                                 |
| Álvaro César Álvarez García                                                     | Central                                                                         | 9                                                                               |                                                                                 | FSA                                                                             |                                                                                 | PSOE                                                                            | Socialista                                                                      | 15 de junio de 2011                                                             | 30 de enero de 2012                                                             |                                                                                 |
| María Jesús Álvarez González                                                    | Occidental                                                                      | 2                                                                               |                                                                                 | FSA                                                                             |                                                                                 | PSOE                                                                            | Socialista                                                                      | 15 de junio de 2011                                                             | 30 de enero de 2012                                                             |                                                                                 |
| María Mercedes Álvarez González                                                 | Central                                                                         | 4                                                                               |                                                                                 | FSA                                                                             |                                                                                 | PSOE                                                                            | Socialista                                                                      | 15 de junio de 2011                                                             | 30 de enero de 2012                                                             |                                                                                 |
| Enrique Álvarez Sostres                                                         | Central                                                                         | 5                                                                               |                                                                                 | FAC                                                                             |                                                                                 | FAC                                                                             | Foro Asturias                                                                   | 15 de junio de 2011                                                             | 07 de diciembre de 2011                                                         | Elegido diputado en el Congreso de los Diputados. Le sustituye Josefina Collado |
| Joaquín Aréstegui Artime                                                        | Central                                                                         | 3                                                                               |                                                                                 | PPA                                                                             |                                                                                 | PP                                                                              | Popular                                                                         | 15 de junio de 2011                                                             | 30 de enero de 2012                                                             |                                                                                 |
| Ana María Barrientos Álvarez                                                    | Central                                                                         | 7                                                                               |                                                                                 | PPA                                                                             |                                                                                 | PP                                                                              | Popular                                                                         | 15 de junio de 2011                                                             | 30 de enero de 2012                                                             |                                                                                 |
| Josefina María Asunción Collado Huergo                                          | Central                                                                         | 15                                                                              |                                                                                 | FAC                                                                             |                                                                                 | FAC                                                                             | Foro Asturias                                                                   | 29 de julio de 2011                                                             | 30 de enero de 2012                                                             | Sustituye a José Manuel Rivero.                                                 |
| María Clara del Pilar Costales Suárez                                           | Central                                                                         | 10                                                                              |                                                                                 | FSA                                                                             |                                                                                 | PSOE                                                                            | Socialista                                                                      | 15 de junio de 2011                                                             | 30 de enero de 2012                                                             |                                                                                 |
| Cristina Coto de la Mata                                                        | Central                                                                         | 10                                                                              |                                                                                 | FAC                                                                             |                                                                                 | FAC                                                                             | Foro Asturias                                                                   | 15 de junio de 2011                                                             | 30 de enero de 2012                                                             |                                                                                 |
| Balbino Dosantos Alonso                                                         | Central                                                                         | 8                                                                               |                                                                                 | FSA                                                                             |                                                                                 | PSOE                                                                            | Socialista                                                                      | 15 de junio de 2011                                                             | 30 de enero de 2012                                                             |                                                                                 |
| Benigno Enríquez Pérez                                                          | Central                                                                         | 6                                                                               |                                                                                 | FSA                                                                             |                                                                                 | PSOE                                                                            | Socialista                                                                      | 15 de junio de 2011                                                             | 30 de enero de 2012                                                             |                                                                                 |
| Manuel Fano Alonso                                                              | Central                                                                         | 16                                                                              |                                                                                 | FAC                                                                             |                                                                                 | FAC                                                                             | Foro Asturias                                                                   | 07 de diciembre de 2011                                                         | 30 de enero de 2012                                                             | Sustituye a Enrique Álvarez Sostres                                             |
| Costantino Fernández Álvarez                                                    | Central                                                                         | 11                                                                              |                                                                                 | FSA                                                                             |                                                                                 | PSOE                                                                            | Socialista                                                                      | 15 de junio de 2011                                                             | 30 de enero de 2012                                                             |                                                                                 |
| Javier Fernández Fernández                                                      | Central                                                                         | 1                                                                               |                                                                                 | FSA                                                                             |                                                                                 | PSOE                                                                            | Socialista                                                                      | 15 de junio de 2011                                                             | 30 de enero de 2012                                                             |                                                                                 |
| Lilián María Fernández Fernández                                                | Central                                                                         | 14                                                                              |                                                                                 | FAC                                                                             |                                                                                 | FAC                                                                             | Foro Asturias                                                                   | 29 de julio de 2011                                                             | 30 de enero de 2012                                                             | Sustituye a Isidro Martínez Oblanca                                             |
| María del Carmen Fernández Gómez                                                | Central                                                                         | 9                                                                               |                                                                                 | FAC                                                                             |                                                                                 | FAC                                                                             | Foro Asturias                                                                   | 15 de junio de 2011                                                             | 30 de enero de 2012                                                             |                                                                                 |
| Carlos Galcerán Quirós                                                          | Central                                                                         | 6                                                                               |                                                                                 | PPA                                                                             |                                                                                 | PP                                                                              | Popular                                                                         | 15 de junio de 2011                                                             | 30 de enero de 2012                                                             |                                                                                 |
| Fernando Goñi Merino                                                            | Central                                                                         | 2                                                                               |                                                                                 | PPA                                                                             |                                                                                 | PP                                                                              | Popular                                                                         | 15 de junio de 2011                                                             | 30 de enero de 2012                                                             |                                                                                 |
| Juan Basilio González Díaz                                                      | Oriental                                                                        | 1                                                                               |                                                                                 | PPA                                                                             |                                                                                 | PP                                                                              | Popular                                                                         | 15 de junio de 2011                                                             | 30 de enero de 2012                                                             |                                                                                 |
| Marcial González López                                                          | Occidental                                                                      | 3                                                                               |                                                                                 | FAC                                                                             |                                                                                 | FAC                                                                             | Foro Asturias                                                                   | 29 de julio de 2011                                                             | 30 de enero de 2012                                                             | Sustituye a María Isabel Marqués García                                         |
| Jesús Gutierrez García                                                          | Central                                                                         | 5                                                                               |                                                                                 | FSA                                                                             |                                                                                 | PSOE                                                                            | Socialista                                                                      | 15 de junio de 2011                                                             | 30 de enero de 2012                                                             |                                                                                 |
| Vicente Herranz González                                                        | Central                                                                         | 3                                                                               |                                                                                 | FSA                                                                             |                                                                                 | PSOE                                                                            | Socialista                                                                      | 15 de junio de 2011                                                             | 30 de enero de 2012                                                             |                                                                                 |
| Marina Huerta Vega                                                              | Oriental                                                                        | 1                                                                               |                                                                                 | FAC                                                                             |                                                                                 | FAC                                                                             | Foro Asturias                                                                   | 15 de junio de 2011                                                             | 30 de enero de 2012                                                             |                                                                                 |
| Jesús Enrique Iglesias Fernández                                                | Central                                                                         | 1                                                                               |                                                                                 | IU-IX                                                                           |                                                                                 | IU-LV                                                                           | Izquierda Unida                                                                 | 15 de junio de 2011                                                             | 30 de enero de 2012                                                             |                                                                                 |
| Esther Landa Riera                                                              | Central                                                                         | 4                                                                               |                                                                                 | FAC                                                                             |                                                                                 | FAC                                                                             | Foro Asturias                                                                   | 15 de junio de 2011                                                             | 30 de enero de 2012                                                             |                                                                                 |
| Adriana Lastra Fernández                                                        | Oriental                                                                        | 2                                                                               |                                                                                 | FSA                                                                             |                                                                                 | PSOE                                                                            | Socialista                                                                      | 15 de junio de 2011                                                             | 30 de enero de 2012                                                             |                                                                                 |
| Fernando Lastra Valdés                                                          | Occidental                                                                      | 1                                                                               |                                                                                 | FSA                                                                             |                                                                                 | PSOE                                                                            | Socialista                                                                      | 15 de junio de 2011                                                             | 30 de enero de 2012                                                             |                                                                                 |
| Susana López Ares                                                               | Central                                                                         | 4                                                                               |                                                                                 | PPA                                                                             |                                                                                 | PP                                                                              | Popular                                                                         | 15 de junio de 2011                                                             | 30 de enero de 2012                                                             |                                                                                 |
| María Isabel Marqués García                                                     | Occidental                                                                      | 1                                                                               |                                                                                 | FAC                                                                             |                                                                                 | FAC                                                                             | Foro Asturias                                                                   | 15 de junio de 2011                                                             | 20 de julio de 2011                                                             | Sustituida por Marcial González                                                 |
| Manuel Aurelio Martín González                                                  | Central                                                                         | 3                                                                               |                                                                                 | IU-IX                                                                           |                                                                                 | IU-LV                                                                           | Izquierda Unida                                                                 | 15 de junio de 2011                                                             | 30 de enero de 2012                                                             |                                                                                 |
| Noemí Martín González                                                           | Central                                                                         | 2                                                                               |                                                                                 | IU-IX                                                                           |                                                                                 | IU-LV                                                                           | Izquierda Unida                                                                 | 15 de junio de 2011                                                             | 30 de enero de 2012                                                             |                                                                                 |
| José Antonio Martínez Fernández                                                 | Central                                                                         | 12                                                                              |                                                                                 | FAC                                                                             |                                                                                 | FAC                                                                             | Foro Asturias                                                                   | 15 de junio de 2011                                                             | 30 de enero de 2012                                                             |                                                                                 |
| Isidro Martínez Oblanca                                                         | Central                                                                         | 6                                                                               |                                                                                 | FAC                                                                             |                                                                                 | FAC                                                                             | Foro Asturias                                                                   | 15 de junio de 2011                                                             | 20 de julio de 2011                                                             | Sustituido Lilián María Fernández                                               |
| Juan Sancho Michell de Diego                                                    | Central                                                                         | 8                                                                               |                                                                                 | FAC                                                                             |                                                                                 | FAC                                                                             | Foro Asturias                                                                   | 15 de junio de 2011                                                             | 30 de enero de 2012                                                             |                                                                                 |
| Ana Rosa Migoya Diego                                                           | Oriental                                                                        | 1                                                                               |                                                                                 | FSA                                                                             |                                                                                 | PSOE                                                                            | Socialista                                                                      | 15 de junio de 2011                                                             | 30 de enero de 2012                                                             |                                                                                 |
| Manuel Peña Sánchez                                                             | Central                                                                         | 7                                                                               |                                                                                 | FAC                                                                             |                                                                                 | FAC                                                                             | Foro Asturias                                                                   | 15 de junio de 2011                                                             | 30 de enero de 2012                                                             |                                                                                 |
| María Isabel Perez-Espinosa                                                     | Central                                                                         | 1                                                                               |                                                                                 | PPA                                                                             |                                                                                 | PP                                                                              | Popular                                                                         | 15 de junio de 2011                                                             | 30 de enero de 2012                                                             |                                                                                 |
| María José Ramos Rubiera                                                        | Central                                                                         | 2                                                                               |                                                                                 | FSA                                                                             |                                                                                 | PSOE                                                                            | Socialista                                                                      | 15 de junio de 2011                                                             | 30 de enero de 2012                                                             |                                                                                 |
| José Manuel Riviero Iglesias                                                    | Central                                                                         | 11                                                                              |                                                                                 | FAC                                                                             |                                                                                 | FAC                                                                             | Foro Asturias                                                                   | 15 de junio de 2011                                                             | 20 de julio de 2011                                                             | Sustituido por Josefina María Asunción Collado                                  |
| Pelayo Roces Arbesú                                                             | Central                                                                         | 3                                                                               |                                                                                 | FAC                                                                             |                                                                                 | FAC                                                                             | Foro Asturias                                                                   | 15 de junio de 2011                                                             | 30 de enero de 2012                                                             |                                                                                 |
| Matías Rodríguez Feito                                                          | Occidental                                                                      | 2                                                                               |                                                                                 | PPA                                                                             |                                                                                 | PP                                                                              | Popular                                                                         | 15 de junio de 2011                                                             | 30 de enero de 2012                                                             |                                                                                 |
| Alfonso Román González                                                          | Occidental                                                                      | 1                                                                               |                                                                                 | PPA                                                                             |                                                                                 | PP                                                                              | Popular                                                                         | 15 de junio de 2011                                                             | 30 de enero de 2012                                                             |                                                                                 |
| Fidel Sánchez Gómez                                                             | Central                                                                         | 2                                                                               |                                                                                 | FAC                                                                             |                                                                                 | FAC                                                                             | Foro Asturias                                                                   | 15 de junio de 2011                                                             | 30 de enero de 2012                                                             |                                                                                 |
| Emilia Vázquez Menéndez                                                         | Central                                                                         | 4                                                                               |                                                                                 | IU-IX                                                                           |                                                                                 | IU-LV                                                                           | Izquierda Unida                                                                 | 15 de junio de 2011                                                             | 30 de enero de 2012                                                             |                                                                                 |